# Neilo australis
Neilo australis is een tweekleppigensoort uit de familie van de Malletiidae. De wetenschappelijke naam van de soort is voor het eerst geldig gepubliceerd in 1835 door Quoy & Gaimard.